# Phyllonorycter nigrescentella
Phyllonorycter nigrescentella is een vlinder uit de familie mineermotten (Gracillariidae). De wetenschappelijke naam is voor het eerst geldig gepubliceerd in 1851 door Logan.
De soort komt voor in Europa.